# Matt Houston (chanteur)
Pour les articles homonymes, voir Matt Houston.
Matthieu Gore, dit Matt Houston ou simplement Le H, est un chanteur, auteur-compositeur et producteur français de RnB, né le 30 septembre 1977 à Sainte-Anne (Guadeloupe). Il est le fondateur du label musical On the Track.
Il est en tête des ventes avec l’album R&B 2 rue devenant disque de platine, avec plus de 580 000 exemplaires vendus, et le single du même nom, qui se vend à plus de 700 000 exemplaires.

## Biographie
Né le 30 septembre 1977 à Sainte-Anne (Guadeloupe), Matt Houston découvre la musique et effectue ses premières armes aux Antilles, en remportant un concours de chant alors qu'il n'a que 6 ans. Il débute avec une formation musicale classique. Puis il apprend, dès ses 7 ans, le solfège, le chant, le piano et la guitare. À la fin de son enfance, Matthieu gagne la Métropole et s'installe dans le 12e arrondissement de Paris. Alors qu'il a 15 ans, il monte son premier groupe. Mais cette collaboration durera peu, Matt désirant se lancer en solo.

## Carrière de chanteur

### 1999:Matt
En 1999, Matt Houston sort son premier album titré Matt. Cet album ne retient vraiment pas l'attention du public malgré un passage radio du titre Je tuerai le mâle. Le titre phare est le morceau 12/0013 en duo avec le rappeur marseillais Def Bond. Il aborde également des thèmes tels que la famille sur le morceau Oh Daddy, le crime dans la peau d’un bandit ou la maladie le SIDA sur Je veux la lumière.

### 2001:R&B 2 rue
Son second album, R&B 2 rue sort en 2001. Il devient disque de platine avec plus de 580 000 exemplaires vendus. Cette certification lui est remise par les Destiny's Child et vaut à Matt une victoire de la musique dans la catégorie RnB.
Le single du même nom se vend à plus de 700 000 exemplaires. Matt revendique son appartenance au mouvement hip-hop et évoque des sujets plus sensibles tels que l’homosexualité Elles et l’inceste Le prix à payer avec Kayna Samet.
Il révèle que depuis 2001, son album R&B 2 rue lui a rapporté 700 000 euros, qui lui ont permis d'acheter une maison à 450 000 euros en Seine-et-Marne[réf. nécessaire].
Il participe à Urban Peace, un concert de hip-hop français au Stade de France le 21 septembre 2002.

### 2003:Chant de bataille
Matt Houston sort un troisième album, Chant de bataille en 2003. son troisième opus. Il est certifié disque d'or avec plus de 180 000 exemplaires. Le chanteur invite de nombreux rappeurs, tels que Sat et Don Choa de la Fonky Family, Dadoo, Skalde Blase et délègue du travail de production aux membres de son label On the Track.
Le premier single, Miss, n’ayant pas parvenu à décoller en radio. Le genre que l’on appelle alors le R'n'B français est, à ce moment-là, dominé par de nouveaux artistes tels que Tragédie, M. Pokora ou encore K-Maro.
Label
Il signe les chanteurs Mike Consentino qui sort pendant l'été 2005 son titre Sensuel et VR, ancien danseur de Matt sort début 2006 un premier single, Handz Up.
Procès
Il intente un procès à la maison de disque de M. Pokora (à l'époque Matt Pokora) estimant que le pseudonyme de ce dernier était source de confusion, les artistes étant tous les deux étiquetés du style RnB. Matt Pokora a finalement changé de pseudonyme de sa propre volonté.

### 2006:Phoenix
Un quatrième album sort en mai 2006 intitulé Phoenix 2006 on y retrouve l'ambianceur américain Big Ali, les artistes du label Joe Houston et VR, les rappeurs Eloquence et Busta Flex, ainsi que le jeune Nathy. Côté production, Matt Houston s'occupe d'une majorité de l'album, laissant le reste aux producteurs maison (Deck, Da Konsepta), ainsi que Komplex et Stéphane Filey.
Outre les sujets habituels que l'on peut attendre d'un disque de R'n'B, Matt évoque les dangers du monde de la nuit et des sorties Petite Fille ainsi que la prostitution Les Nuits sont longues. Il profite également de ce 4e album pour adresser ses remerciements à ses fans Merci. 
Matt aborde des thèmes qui le touchent, comme dans Épouse-moi, ou encore Brûle le score.
Les ventes de Phoenix 2006 ne parviendront cependant pas à décoller. Matt fait quelques apparitions dans les clips d’autres artistes, par exemple Starfuckeuse de Rohff et Mon nom de Gen Renard.
En 2007, les rumeurs de frictions entre Matt et sa maison de disque sont confirmées par le chanteur/producteur, qui reproche à Barclay de n'avoir pas joué son rôle dans la promotion de Phoenix 2006, notamment en ne sortant aucun single pour cet album.
Il décide de se lancer en indépendant. Sur le site de son label, il met en téléchargement le titre Fuck this Industry, sur lequel il attaque directement Barclay et regrette le manque de culture musicale en France en ce qui concerne le RnB.
En juin 2007, il remporte un procès contre sa maison de disques et récupère son contrat de 6 ans chez Barclay.

### 2008: MixtapeAnthologie 1998 - 2007
Le 1er juin 2008, Matt Houston lance une mixtape mixée et réalisée par DJ MCB intitulée Anthologie 1998 - 2007, regroupant les chansons à succès de l'artiste ainsi que 3 inédits : Fuck this industry, en collaboration avec Black VNR, Elle et moi, en collaboration avec Jee-L et Peace and Love, en collaboration avec Black Kent. Matt Houston apparaît également aux côtés de Black Kent et Driver sur le morceau French Kiss, extrait de l'album américain de Black Kent, Yes I Kent.
Il reprend sa chanson Au garde à vous, avec la partie instrumentale de celle de Rats des villes de Booba ,.

### 2010:Papa est back
En juin 2010, sort Papa est back, cinquième album du chanteur exclusivement en vente sur son site officiel.
Il organise plusieurs concerts nocturnes du nom de La H-Party, au château de Nainville-les-Roches, en mai 2011.

### 2012:Racines
Matt Houston propose, via sa chaîne YouTube, une websérie réalisée par Omar Piechurski nommée Welcome To My World qui nous montre les coulisses de la préparation de son album Racines.
Racines sort le 25 juin 2012,. Le premier single, Positif, est publié le 23 avril 2012 et se place[Quand ?] à la 5e position dans le classement SNEP. Ce titre est en duo avec les P-Square et devient un tube de l'été en France. Le clip a été visionné plus de 24 millions de fois sur YouTube.
JSMF (Jamais sans mon fils), Ho Gosh, Le Bagne et Happy Birthday sont les autres extraits de l'album  avec Mokobé et dans le clip réalisé par Omar Piechurski, Omar Sy, Kulu ganja et Moussier Tombola.
Fin 2012, il collabore avec le producteur Mounir Belkhir, pour enregistrer le single Tu y yo en featuring avec Lylloo. Le clip Tu y yo a été tourné au Maroc.

### 2013:Tropical Family
Un peu plus tard, il est invité à co-interpréter le titre La Machine à danser, sur l'opus En Bonne Compagnie du groupe La Compagnie créole.
En avril 2013, il sort le single La vie est belle. En juillet 2013, il collabore avec Gilbert Montagné, pour son nouveau single, reprise de sous les sunlight des tropiques.
Le 18 novembre 2013, une édition deluxe de la compilation à succès Tropical Family, comprenant des titres bonus dont : "Turn Me On" de Matt Houston et Kevin Lyttle, sort dans les bacs.

### 2014:Canicule vol 1.0
Le 4 mars 2014, il publie le titre Twist 2K14 featuring DJ Assad et Dylan Rinnez. Le 16 avril 2014, il apparait sur le titre "Chicha" du chanteur argentin Jairo. Le 25 mai, il publie "Fresh" avec Black Kent. Il participe au clip "Kiss et Love" pour les 20 ans du Sidaction. Matt Houston participe a la jeunesse de Charles Aznavour en le rendant hommage. Il reprend For me formidable de Charles Aznavour.
Le 15 juin Matt sort canicule vol 1.0.

### 2015:Libra
Prévu de sortir pour le 30 septembre 2015 (le jour de son anniversaire), l’album Libra sort finalement le 2 octobre 2015.
Le nom de son disque fait référence a son signe astrologique balance. Matt reste sur ses fondamentaux du Rnb en abordent des thèmes fort comme l’euthanasie et La France.
Le premier extrait de l’album est Porte Mon Gosse dans lequel il invite des chanteurs tels que : Willy Denzey, Jean-Luc Guizonne, Mr Nov, Nadd, Kevin Mengui, Freddy Evan's, Mike Kenli. Le clip dure plus de dix minutes de son integralité.
Le 26 décembre 2015, il sort un nouveau clip en featuring avec Sultan Agogo réalisé par Benjamin Auriche.
Le 14 juin 2016, il sort sa mixtape canicule vol 2.0 disponible uniquement sur YouTube.
Le 28 avril 2017, il sort un single en collaboration avec DJ Sem et Lartiste qui s’intitule Libre comme l’air.
Le 23 juin 2017, il revient avec un single intitulé “ quiero sexo” en collaboration avec Kamaleon. C’est grâce à ce single qu’il fait connaître Kamaleon.

### 2019 - 2022:Back 2 Basics 2000
En 2019, Matt rejoint la tournée Back to Basics, aux côtés d'autres stars des années 2000 comme les L5, Larusso, Assia, Nuttea, Tribal King, Slaï ou encore Willy Denzey. La tournée est un succès mais doit être stoppée à cause de la pandémie de Covid-19. Elle reprend en janvier 2022. Il se fait cependant évincer de la tournée en juin 2022 après avoir insulté des fans alors qu'il se produisait sur scène.

## Producteur

### Secret Story
En 2007, il compose le titre I Wanna Chat du groupe Booty Full qui est le générique de Secret Story. Le single est sorti le 20 août 2007.
Matt Houston déclare sur NRJ 12 et  sur le plateau du Claudy Show sur France Ô que le générique de Secret Story lui rapporte 100 000 euros par an,.

### K-Reen
Le 16 avril 2012, sort l'album de K-Reen nommé Himalaya dont il coproduit le titre Dilemme (Avec Lui).

### Ophélie Winter
En 2009, Matt Houston collabore au cinquième album Resurection d'Ophélie Winter qu'il réalise et dont il a écrit et composé plusieurs morceaux.

## Discographie

### Albums
(L'album sort crédité sous Matt)
| Année | Album                                          | Meilleure position | Certification    |
| Année | Album                                          | France             | Certification    |
| ----- | ---------------------------------------------- | ------------------ | ---------------- |
| 1999  | Matt                                           | —                  |                  |
| 2001  | R&B 2 rue (580 000 exemplaires vendus)         | 7                  | France : Platine |
| 2003  | Chant de bataille (180 000 exemplaires vendus) | 4                  | France : Or      |
| 2006  | Phoenix 2006                                   | 13                 |                  |
| 2010  | Papa est back                                  | —                  |                  |
| 2012  | Racines                                        | 12                 |                  |
| 2015  | Libra                                          |                    |                  |

### EP
- 2008 : Matt Houston : Anthologie 1998 - 2007 (Mix Tape en téléchargement uniquement sur son site officiel)

### Singles
(Single sorti crédité sous Matt, à l'exception de "Positif" qui est crédité sous Matt Houston)
| Année | Single                                    | Meilleure position | Album             |
| Année | Single                                    | France             | Album             |
| ----- | ----------------------------------------- | ------------------ | ----------------- |
| 1999  | Je tuerai le mâle                         | —                  | Matt              |
| 2000  | 12/0013 (feat. Def Bond)                  | 9                  | R&B 2 rue         |
| 2001  | R&B 2 rue                                 | 4                  | R&B 2 rue         |
| 2001  | Cendrillon du ghetto (feat. Lord Kossity) | 20                 | R&B 2 rue         |
| 2001  | Dans la peau d'un dealer                  | 28                 | R&B 2 rue         |
| 2003  | Miss                                      | 27                 | Chant de bataille |
| 2012  | Positif (feat. P-Square)                  | 2                  | Racines           |

Autres singles non classés
- 1999 : Lizy (feat. Natali Lorio)
- 2000 : Je croyais en toi (feat. Frédo and Kfear of La Brigade)
- 2002 : Hotel motel (feat. Sat of "Fonky Family")
- 2003 : Wicked
- 2005 : Chabine
- 2008 : Hello RnB! Papa est back (feat. Black Kent)
- 2010 : PlastiQ
- 2010 : Booty shake
- 2010 : Où tu veux quand tu veux
- 2010-2011 : Cunnilingus
- 2010-2011 : Point G
- 2012 : Tu Y Yo feat. Lylloo (produit par Mounir Belkhir)
- 2013 : Tropical Family : Matt Houston et Kevin Lyttle : Turn Me On
- 2013 : La vie est belle
- 2014 : Twist 2K14 (avec DJ Assad)
- 2015 : M.K.O.G (feat. Mohombi et Kevin Mengi)

Single promotionnels et non-officiels[Quoi ?]
- 2005 : Shorty
- 2006 : Le test
- 2006 : Dance with me (avec le groupe Pass Pass) (appears on Big Ballers vol. 1 compilation)
- 2007 : Fuck This Industry
- 2011 : Shawty A Gangsta (avec DJ Scandalous et Bad Boy artist Red Cafe)
- 2011 : Sex Toy (with DJ Scandalous et Atlantic artist Trina)
- 2012 : The King Is Back [LeBron James] (avec DJ Scandalous)
- 2012 : La GoGo (Roof On Fire) (featuring DJ Scandalous, Jadakiss et Styles P of the LOX)
- 2012 : Tu Y Yo feat. Lylloo (produit par Mounir Belkhir)

En tant qu'artiste invité
- 2004 :  Relève la tête (Kery James pres. Lino, AP, Diam's, Passi, Matt et Kool Shen)
- 2004 :  Amade - Chanter qu'on les aime (feat. Corneille, Florent Pagny, M. Pokora, Jenifer, Chimène Badi, Natasha St-Pier, Nolwenn Leroy, Yannick Noah, Diane Tell, Calogero, Bénabar, Tété, Diam's, Anthony Kavanagh, Nâdiya, Tragédie, Willy Denzey, Matt Houston, Lokua Kanza et Singuila
- 2013 : Kolé séré (en duo avec Kim, reprise de Philippe Lavil et Jocelyne Beroard, sur l'album du collectif Tropical Family.
- 2013 : Inmichtonnable (sur l'album Golden Boy de Monseigneur Mike.